# NGC 127
NGC 127 è una galassia lenticolare situata nella costellazione deli Pesci.
È stata scoperta il 4 novembre 1850 dall'irlandese Bindon Stoney,  che nello stesso giorno scoprì anche NGC 126 e NGC 130.

## Caratteristiche
NGC 127 è una galassia ricca di gas, con un'attiva formazione stellare e che presenta forti linee di emissione. È in interazione con la galassia peculiare NGC 128 (al cui gruppo appartiene) e le due galassie sono connesse da un ponte di materiale. La parte sudorientale di NGC 127 è asimmetrica nella direzione rivolta a NGC 128. Potrebbe essere recentemente passata attraverso la più massiccia NGC 128, da cui si stacca un flusso di gas in direzione di NGC 127.

## Gruppo di NGC 128
NGC 127 fa parte del gruppo di NGC 128, un raggruppamento di galassie che include NGC 125, NGC 126, NGC 127, NGC 128 e NGC 130, oltre a UGC 275, UGC 277, UGC 281, UGC 282, UGC 283, MCG 00-02-45 e MCG 00-02-47.
Anche se fanno parte dello stesso gruppo, la differenza nelle velocità di recessione tra NGC 125 e NGC 128, che è superiore a 1000 km/h, rende poco probabile che esse siano particolarmente vicine; invece il valore simile di redshift tra NGC 125 e NGC 126 depone a favore di una contiguità. Esiste un ponte di materia tra NGC 127 e NGC 128 creato dalla forte attrazione gravitazionale tra le due galassie.